# 2011-es FIFA-klubvilágbajnokság-döntő
A 2011-es FIFA-klubvilágbajnokság-döntőjét 2011. december 18-án a 2010–2011-es UEFA-bajnokok ligája győztese, a spanyol Barcelona és a 2011-es Copa Libertadores győztese, a brazil Santos játszotta a jokohamai Nemzetközi Stadionban. A Barcelona 4–0 arányban győzte le a Santost, második Klub-világbajnoki trófeáját megszerezve. A nemzetközi labdarúgás következő éveinek két meghatározó játékosa, Lionel Messi és Neymar először lépett pályára egymás ellen.

## Út a döntőbe
| Santos                                                  | Csapat       | Barcelona                                           |
| ------------------------------------------------------- | ------------ | --------------------------------------------------- |
| CONMEBOL                                                | Konföderáció | UEFA                                                |
| A 2011-es Copa Libertadores győztese                    | Kvalifikáció | A 2010–2011-es UEFA-bajnokok ligája győztese        |
| -                                                       | Selejtező    | -                                                   |
| -                                                       | Negyeddöntő  | -                                                   |
| 3–1 Kasiva Rejszol (Neymar 19', Borges 24', Danilo 63') | Elődöntő     | 4–0 Asz-Szadd (Adriano 25', Keita 64', Maxwell 81') |

## Összefoglaló
Az Asz-Szadd elleni elődöntőben David Villa eltörte a lábát, így nem léphetett pályára a döntőben, a spanyol csatárnak négy-öthónapos kihagyást jósoltak az orvosok.
A mérkőzés első fél órájában a Barcelona dominált a találkozón. Az első gólt Messi szerezte a 11. percben, majd nem sokkal később Xavi is eredményes volt, miután értékesítette a csapata számára megítélt büntetőt. A Santos egyedül Borges révén tudott helyzetet kialakítani, de Víctor Valdés védett, majd két perc múlva Cesc Fàbregas megszerezte a katalánok harmadik gólját. A Santos játéka jelentősen feljavult a második félidőre, a tizenkilenc éves Neymar vezérletével több helyzetet is kidolgozott, de a mérkőzést a Barcelona nyerte 4–0-ra, miután a 82. percben Messi újabb gólt ért el.

## A mérkőzés
| 2011. december 18. 19:30 |

| Santos | 0–4               | Barcelona                            |
| ------ | ----------------- | ------------------------------------ |
|        | (0–3) Jegyzőkönyv | Messi 17' (82) Xavi 24' Fàbregas 45' |

| Nemzetközi Stadion, Jokohama Nézőszám: 68,166 Játékvezető: Ravshan Ermatov (üzbég) |

| Santos | Barcelona |

| GK             | 1  | Rafael          |     |     |
| RB             | 14 | Bruno Rodrigo   |     |     |
| CB             | 2  | Edu Dracena (c) | 74' |     |
| CB             | 6  | Durval          |     |     |
| LB             | 3  | Léo             |     |     |
| RM             | 4  | Danilo          |     | 31' |
| CM             | 7  | Henrique        |     |     |
| LM             | 5  | Arouca          |     |     |
| RW             | 10 | Ganso           | 73' | 83' |
| LW             | 11 | Neymar          |     |     |
| CF             | 9  | Borges          |     | 79' |
| Substitutions: |    |                 |     |     |
| MF             | 8  | Elano           |     | 31' |
| FW             | 19 | Alan Kardec     |     | 79' |
| MF             | 18 | Ibson           |     | 83' |
| Vezetőedző:    |    |                 |     |     |
| Muricy Ramalho |    |                 |     |     |

| GK              | 1  | Víctor Valdés     |     |     |
| RB              | 5  | Carles Puyol (c)  |     | 85' |
| CB              | 3  | Gerard Piqué      | 39' | 56' |
| LB              | 22 | Éric Abidal       |     |     |
| DM              | 16 | Sergio Busquets   |     |     |
| CM              | 6  | Xavi              |     |     |
| CM              | 8  | Andrés Iniesta    |     |     |
| AM              | 4  | Cesc Fàbregas     |     |     |
| RW              | 2  | Dani Alves        |     |     |
| LW              | 11 | Thiago Alcântara  |     | 79' |
| CF              | 10 | Lionel Messi      |     |     |
| Cserék:         |    |                   |     |     |
| MF              | 14 | Javier Mascherano | 71' | 56' |
| FW              | 17 | Pedro             |     | 79' |
| DF              | 24 | Andreu Fontàs     |     | 85' |
| Vezetőedző:     |    |                   |     |     |
| Josep Guardiola |    |                   |     |     |

| A mérkőzés legjobbja Lionel Messi (Barcelona) Asszisztensek: Abdukhamidullo Rasulov (üzbég) Bakhadyr Kochkarov (kirgiz) Negyedik játékvezető: Nisimura Júicsi (japán) Ötödik játékvezető: Toru Szagara (japán) | Szabályok - 90 perc játékidő. - 30 perces hosszabbítás döntetlen esetén. - Tizenegyesek ha ezt követően sincs döntés. - Tizenkét nevezhető csere. - Maximum három cserelehetőség. |

## Statisztika
|                      | Santos | Barcelona |
| -------------------- | ------ | --------- |
| Gól                  | 0      | 4         |
| Összes lövés         | 8      | 16        |
| Kaput eltaláló lövés | 3      | 9         |
| Labdabirtoklás       | 29%    | 71%       |
| Szöglet              | 2      | 4         |
| Szabálytalanság      | 13     | 13        |
| Les                  | 0      | 6         |
| Sárga lap            | 2      | 2         |
| Piros lap            | 0      | 0         |